# Италијански ратови
Италијански ратови или Ренесансни ратови је назив за низ конфликата између 1494. и 1559. године који су укључивали током дужег временског периода већину градова-држава Италије, већину великих сила западне Европе (Француска, Шпанија, Свето римско царство, Енглеска и Шкотска), као и Османско царство. Првобитно произашавши из династичких борби над Миланским војводством и Напуљским краљевством, ратови су се претворили велики сукоб за моћ и територије међу зараћеним странама и били су означени са већим бројем савеза, противсавеза и издаја. Италијански ратови су у једном тренутку изашли из оквира европског сукоба, увукавши у себе државе као што су Русија, Османско царство и Персија. Ови ратови су уништили систем италијанских држава у коме се налазе зачеци модерне дипломатије, али тај систем преузимају најмоћнији владари тадашње Европе (Карло V, Франсоа I и Сулејман Величанствени), тако да се на његовим начелима ствара систем модерних европских држава.

## Италијански рат (1494—1495)
Средином XV вијека на Апенинском полуострву се налази мноштво мањих држава од којих су најзначајније Напуљска краљевина на југу полуострва, Папска држава у његовом централном дијелу, док се на сјеверу налазе републике Фиренца, Ђенова и Венеција, као и Миланско војводство. Ове државе су биле веома привлачне за европске владаре због веома великог богатства италијанске буржоазије, а са друге стране су биле сувише слабе да се одбране од инвазије најмоћнијих европских држава. Након завршетка Ломбардијских ратова 1454. године сјеверна Италија је упловила у раздобље мира. Једини изузетак представљао је рат око Фераре 1482—1484. године.
Први у низу Италијанских ратова отпочео је походом француског краља Шарла VIII Валоа (1483—1498) 1494. године, који је изнјео своје претензије на трон Напуљског краљевства након смрти Фердинанда I Напуљског. Као повод да се умијеша у италијанске послове послужио му је позив миланског војводе Лудовика Сфорце да му помогне у сукобу са Венецијом. Милански војвода се надао да ће уз помоћ француског краља успоставити своју власт над цијелим полуострвом. Са циљем да осигура залеђе Шарл VIII је уступио шпанском краљу Фердинанду II Арагонском Русијон, а цару Светог римског царства Максимилијану Хабсбуршком провинције Артоа и Франш-Конте, који су француском краљу заузврат обећали да се неће мијешати у италијански сукоб. Шарл VIII се заносио великом идејом да након освајања Напуља предузме крсташки поход против Османског царства и да ослободи Цариград и Јерусалим. Међутим, ова велика идеја била је далеко од реалних могућности француског краља. Поред миланског војводе, Шарла VIII су на Апенинско полуострво позивали и други, као на примјер кардинал Ђулијано де ла Ровере који је био у сукобу са папом Александром VI Борџијом (1492—1503) и који ће од 1503. године сједити на трону Светог Петра.
Француски краљ Шарл VIII је септембра 1494. године прешао Алпе са 40.000 војника и ступио на Апенинско полуострво гдје је затекао веома слаб отпор па је убрзо заузео Милано, Фиренцу, Рим и Напуљ. Вијест о походу Шарла VIII изазвала је народни устанак у Фиренци који је био уперен против владавине породице Медичи, а доминиканац Ђироламо Савонарола је у граду држао ватрене проповједи против лијености и богатства, сматрајући да поход француског краља представља божји гнијев који треба да прочисти Италију. Породица Медичи је протјерана из града, у коме је након тога обновљена република.
Са друге стране, пустошење Напуља и преузимање власти убрзо су показали главни разлог похода Шарла VIII што је изазвало реакцију, па је папа Александар VI Борџија током марта 1495. године формирао Свету лигу коју су поред Папске државе чинили Аустрија, Шпанија, Венеција и породица Сфорца, а чији је главни циљ био протјеривање француског краља са Апенинског полуострва. Након почетних неуспјеха и страховитог пораза Шпанаца и Наполитанаца 28. јуна 1495. године у бици код Семинаре, Фердинанд II Напуљски је уз помоћ шпанског генерала Гонзала Фернандеза де Кордобе успио да ослаби француске трупе на територији Напуљске краљевине. Убрзо послије тога дошло је до велике битке у близини Парме, код мјеста Форново 6. јула 1495. године, у којој су се Французи сукобили са удруженим снагама Венеције, Милана и Мантове. Ова битка је занимљива због чињенице да су Французи однијели стратешку, а трупе Свете лиге тактичку побједу. Све у свему, главни резултат битке био је повлачење Француза из Италије. Три године касније, тј. 1498. године умро је француски краљ Шарл VIII, а круну је наслиједио Луј XII (1498—1515). Повлачење Француза олакшло је посао папи Александру VI Борџији у сукобу са Савонаролом, па је овај доминиканац из Фиренце 1498. године осуђен као јеретик и спаљен на ломачи.

## Италијански рат (1499—1504)
Други у низу Италијанских ратова отпочео је 1499. године упадом француских трупа на Апенинско полуострво са циљем да освоје Миланско војводство. Наиме, Луј XII је као унук Валентине Висконти полагао право на милански трон. Француска војска на челу са краљем Лујем XII однијела је побједу над трупама Лудовика Сфорце код Новаре и заузела Милано, a убрзо након тога ставља под своју контролу Рим и Напуљ. Након ових успјеха Луј XII је 1500. године склопио уговор у Гранади са Фердинандом II Арагонским, на основу кога долази до подјеле јужне Италије између ова два владара. Међутим, између Луја и Фердинанда убрзо долази до сукоба у коме је успјешнији био представник арагонске династије. Французи предвођени Лујем од Армањака су поражени 28. априла 1503. године у бици код Керињола у близини Барија од шпанске армије на чијем се челу налазио Гонзало Фернандез де Кордоба. О тежини француског пораза свједочи чињеница да је у бици погинуо и Луј од Армањака. Генерал Кордоба је предводио Шпанце до нове одлучне побједе над Французима у бици код Гариљана 29. децембра 1503. године, након чега је француски краљ био приморан да напусти свој дио јужне Италије и врати се у своју домовину 1504. године. Тиме је окончан други период Италијанских ратова. Напуљ је стављен под контролу шпанског вицекраља, генерала Кордобе.

## Рат Камбрејске лиге (1508—1515)
У међувремену, нови папа Јулије II (1503—1513) је постао веома забринут због све већег територијалног ширења Венеције, па је против ове републике формирао Камбрејску лигу 1508. године. Трећи период Италијанских ратова почиње са другом експедицијом Луја XII 1508. године, који је на челу својих трупа прешао у Италију на позив папе Јулија II , са циљем да се придружи Шпанији и Светом римском царству у Камбрејској лиги против Венеције. Луј XII је 14. маја 1509. године савладао венецијанске трупе код Ањадела, али папа Јулије II окреће леђа француском краљу и ствара Свету лигу са Швајцарцима и енглеским краљем Хенријем VIII Тјудором у намјери да протјера Французе из Италије. Светој лиги се убрзо прикључују Шпанија и Свето римско царство. Француска војска је пружила изузетан отпор трупама Свете лиге и под командом Гастона де Фоа однијела је сјајну побједу код Равене над шпанским трупама 11. априла 1512. године, али је де Фоа у овој бици нашао смрт. Убрзо након тога је услиједила инвазија Швајцараца на Миланско војводство, под чијим налетом је Луј био приморан да напусти Милано и повуче се у Француску. Након повлачења Француза на милански трон се поново попела династија Сфорца, тачније Максимилијан Сфорца. Наредне 1513. године Луј XII је склопио савез са Венецијом и покушао је да поврати Миланско војводство, али је претрпио тежак пораз код Новаре 6. јуна, након чега је напустио Италију. Послије повлачења Француза склопљен је веома нестабилан мир. Луј XII је умро 1515. године, а на француски трон се попео агресивни и лукави Франсоа I (1515—1547). Одмах по преузимању власти Франсоа I је организовао поход на Италију и нанјео тежак пораз миланском војводи и Швајцарцима код Мерињана 13/14. септембра 1515. године, након чега је са својом војском ушао у Милано. Француском краљу је ишла на руку чињеница је Света лига након смрти папе Јулија II 1513. године остала без снажног вођства, а након битке код Мерињана она се потпуно распала.

## Сукоби Хабсбурговаца и Валоа (1515—1559)
За вријеме владавине Франсоа I Италијански ратови добијају најшири европски карактер, а угловном су везани за његове сукобе са хабсбуршким краљем Карлом V (1519—1556). Главни разлог за то јесте страх француског краља од опкољавања Француске хабсбуршким земљама. У овом тренутку је до пуног изражаја дошла грешка Шарла VIII када је Максимилијану Хабсбуршком поклонио провинције Артоа и Франш-Конте. До отвореног разлаза између Хабсбурговаца и Валоа долази са уздизањем шпанског краља Карла на положај цара Светог римског царства, јер је на ову титулу претендовао и Франсоа I. Француски краљ је организовао нови поход на Италију годину дана након Карловог избора за цара, тј. 1520. године, чиме је отворена нова серија Италијанских ратова. Шпанске трупе су биле много моћније и тактички спремније од Француза, који су коначан пораз претрпили 24. фебруара 1525. године у бици код Павије од трупа које је предводио вицекраљ Напуља Карло де Лано. У овој бици француски краљ је заробљен и одведен у Мадрид. Након побједе код Павије дошло је до дилеме у табору побједника, канцелар Светог римског царства Меркурино Гатинара је предлагао диобу Француске, док је напуљски вицекраљ Лано тражио измирење са њом. Након заробљавања француског краља активирала се дипломатска активност француског двора и Луиза Савојска, мајка Франсое I, је упутила посланство на двор Сулејмана Величанственог. До компромиса је дошло 1526. године када је у Мадриду склопљен уговор на основу кога би Франсоа требало да се ожени Карловом сестром и да се одрекне права на Италију, Фландрију и Бургундију. Међутим, по повратку у Париз Франсоа је овај уговор прогласио неважећим и рат је настављен 1526—1529. године. Током овог периода рата Карло V је на своју страну привукао чувеног ђеновљанског адмирала Андреа Дорију, чиме је осигурао надмоћ у западном Средоземљу. Папа Клемент VII је 1526. годнине формирао Коњак лигу против све моћнијег Карла V, у чији састав су ушли Папска држава, Венеција, Фиренца и Француска. Пошто је Венеција одбила да пошаље своје трупе Французи су се повукли из Ломбардије, што је омогућило Карлу V да са лакоћом покори Фиренцу и 1527. године опустоши Рим. Овом приликом Карлове трупе су заробиле папу Клемента VII, који је 1528. године потписао споразум са Карлом у Болоњи, којим се одрекао самосталности Папске државе. Са друге стране, између Хабсбурговаца и Валоа је 1529. године потписан уговор у Камбреју којим се Франсоа одриче претензија над Италијом, а Карло над Бургундијом. Венеција је била много више заинтересована за јачање својих положаја на истоку због све веће експанзије Османског царства, тако да је она цару Карлу уступила дио своје територије и сачувала своју независност.
До новог рата долази 1536. године када је умро посљедњи представник династије Сфорца Франческо II, за вријеме чије владавине Миланом фактички управљају Хабсбурговци, након чега је Франсоа обновио своје претензије над Миланским војводством. Као одговор на овакве захтјеве француског краља Карло је напао Француску. У овако тешкој ситуацији Франсоа је потегао дипломатско оружје и склопио савез са султаном Сулејманом Величанственим, правдајући то потребом да спаси Европу од Светог римског царства. Како не би остао у изолацији Карло отпочиње преговоре са Пољском, Русијом и Персијом, чиме овај сукоб добија и ваневропску димензију. Овај период рата се завршава француским заузимањем Савоје.
Нови сукоб 1542—1544. године не доноси никакве користи зараћеним странама, па уговор у Крепију 1544. године само потврђује одредбе ранијих уговора. Франсоа обећава Карлу подршку у борби против Турака и протестаната, док Карло обећава уступак Милана и Бургундије уколико дође до склапања брачних споразума. Лично ривалство између ова два велика владара Европе XVI вијека се окончава 1547. године са смрћу француског краља, а тиме и споразум из Крепија пада у воду.
На француски трон је 1547. године ступио Анри II (1547—1559) и тиме је отворен нови сукоб између Хабсбурговаца и Валоа 1547—1556. године. Уговором у Ваучелу 1556. године Анри је добио Савоју, Пијемонт и три важна утврђења у Лорени - бискупије Мец, Тул и Верден, док је Карло добио Милано, Сијену, Тоскану, Напуљ и Сицилију. Међутим, абдикација цара Карла V у корист свога сина Филипа II (1556—1598) и долазак на трон Светог Петра бившег инквизитора кардинала Карафе, који је узео име Павле IV, улили су нове снаге Французима јер је нови папа енергично иступио против Карловог насљедника, тако да је рат настављен у периоду 1557—1559. године и завршен је потпуним сломом француске војске. Филип је најприје поразио Анрија код Сен Кантена 1557. године, али се након тога оглушио на савјет свога оца да са војском крене директно на Париз због празне благајне и задовољио се освајањем безначајних градића на сјеверу Француске. Након ових неуспјеха Анри је опозвао из Италије војводу Гизоа, тако да су Шпанци загосподарили Апенинским полуострвом. Током 1557. године шпанска влада је објавила банкрот, што је исто урадила и француска влада годину дана касније. До краја рата Филип је нанјео још један тежак пораз Анрију код Гравелина 1558. године, али ову побједу није потпуно искористио због тога што је крајем године умро његов отац Карло, као и супруга Мери Тјудор, па је Филип био приморан да се врати у Шпанију. Овај рат окончан је миром у Като-Камбрезију 1559. године, на основу кога је Француска задржала три бискупије у Лорени, добила луку Кале на Ламаншу и Булоњ, док је са друге стране морала да се одрекне својих посједа у Италији (осим неколико тврђава у Савоји). Друга зараћена страна, тј. Шпанија, задржала је власт у Напуљу и Милану.